# ویسیا ۱۰۹۷
سیارک ۱۰۹۷ (به انگلیسی: 1097 Vicia، نامگذاری:1928PC) هزار و نود و هفتمین سیارک کشف شده‌است که در ۱۱ اوت ۱۹۲۸ و در هایدلبرگ کشف شد.
قدر مطلق سیارک برابر ۱۱٫۷۰ است.